# Weres Równe
Weres Równe (ukr. «Верес» Рівне) – ukraiński klub piłkarski mający siedzibę w mieście Równe, w północno-zachodniej części kraju, występujący od sezonu 2021/22 w rozgrywkach ukraińskiej Premier Lihi. Założony w roku 1957 jako Kolhospnyk Równe.

## Historia
Chronologia nazw:
- 1957: Kołhospnyk Równe (ukr. ФК «Колгоспник» Рівне)
- 1967: Horyń Równe (ukr. ФК «Горинь» Рівне)
- 1972: Awanhard Równe (ukr. ФК «Авангард» Рівне)
- 1991: Weres Równe (ukr. ФК «Верес» Рівне)
- 2011: klub rozwiązano
- 2015: Weres Równe (ukr. РНК «Верес» Рівне)

Zespół Kołhospnyk Równe został założony w 1957 roku. W 1958 roku debiutował w rozrywkach klasy B Mistrzostw ZSRR. Najlepszy wynik 7 miejsce w latach 1968 i 1969. Klub wtedy już nazywał się Horyń Równe. Po reorganizacji lig piłkarskich ZSRR w 1971 roku klub występował w rozgrywkach Mistrzostw Ukraińskiej SRR spośród zespołów kultury fizycznej. Od 1972 roku nazywał się Awanhard Równe. Najwyższe osiągnięcie 3 miejsce w latach 1981 i 1990.
Od początku rozrywek w niezależnej Ukrainie klub z nową nazwą Weres Równe debiutował w Pierwszej Lidze. Zajął pierwsze miejsce i od sezonu 1992/93 występował w Wyższej Lidze. Po sezonie 1994/95 klub spadł do Pierwszej Lihi, a w 1997 do Drugiej Lihi.
Od sezonu 1997/98 występował w Drugiej Lidze.
W kwietniu 2011 z przyczyn finansowych był skreślony z listy uczestników Drugiej Ligi, tak jak żadnego meczu nie rozegrał w rundzie wiosennej.
W czerwcu 2015 klub ponownie otrzymał licencję klubu profesjonalnego i startował w Drugiej Lidze.
W 2017 klub awansował do Premier-Lihi. W pierwszym sezonie w najwyższej klasie zajął wysokie 6.miejsce.
21 maja 2018 roku klub ogłosił o swojej decyzji, że ma zamiar zamienić się z FK Lwów, w wyniku czego FK Lwów razem z kierownictwem rówieńskiego klubu awansuje bezpośrednio do Premier-Lihi, a Weres dołączy do Drugiej Ligi zamiast zespołu ze Lwowa.
W ten sposób doszło do „reorganizacji” obu klubów i zespół z Równego spadł do Drugiej ligi.
W sezonie 2018/19 drużyna zajęła 5. miejsce w grupie A Drugiej ligi. Po zakończeniu sezonu został zaproszony na stanowisko głównego trenera klubu Jurij Wirt, pod przywództwem którego drużynie udało się awansować do Pierwszej ligi w kolejnym sezonie.
W sezonie 2020/21 zespół pewnie zdobył złote medale Pierwszej ligi i wywalczył sobie prawo do gry w najsilniejszej lidze kraju, czyli Premier-lidze, w sezonie 2021/22.

## Barwy klubowe, strój, herb, hymn
|  |  |

Klub ma barwy czerwono-czarne. Piłkarze domowe spotkania zazwyczaj grają w czerwonych koszulkach, czerwonych spodenkach oraz czerwonych getrach.

## Sukcesy

### Trofea międzynarodowe
Do chwili obecnej klub jeszcze nigdy nie zakwalifikował się do rozgrywek europejskich.

### Trofea krajowe
Ukraina
| \| \| Zdobyte trofea w rozgrywkach Ukrainy (stan na: 31-05-2023) \| |                                                            |      |                             |
| Rozgrywki                                                           | Osiągnięcie                                                | Razy | Sezon(y)                    |
| · Mistrzostwo                                                       | I miejsce                                                  | 0    |                             |
| · Mistrzostwo                                                       | II miejsce                                                 | 0    |                             |
| · Mistrzostwo                                                       | III miejsce                                                | 0    |                             |
| · Mistrzostwo                                                       | 6.miejsce                                                  |      | 2017/18                     |
| Puchar                                                              | zdobywca                                                   | 0    |                             |
| Puchar                                                              | finalista                                                  | 0    |                             |
| Puchar                                                              | półfinalista                                               | 1    | 1993/94                     |
| II liga                                                             | I miejsce                                                  | 2    | 1992 (gr.A), 2020/21 (gr.A) |
| II liga                                                             | II miejsce                                                 | 0    |                             |
| II liga                                                             | III miejsce                                                | 1    | 2016/17                     |
| Ukraina                                                             | Zdobyte trofea w rozgrywkach Ukrainy (stan na: 31-05-2023) |      |                             |

- Druha liha: (D3)
  - wicemistrz (1x): 2015/16
  - brązowy medalista (1x): 2019/20 (gr.A)

ZSRR
| \| \| Zdobyte trofea w rozgrywkach Związku Radzieckiego (stan na: 1-01-1992) \| |                                                                        |      |                                    |
| Rozgrywki                                                                       | Osiągnięcie                                                            | Razy | Sezon(y)                           |
| Mistrzostwo                                                                     | I miejsce                                                              | 0    |                                    |
| Mistrzostwo                                                                     | II miejsce                                                             | 0    |                                    |
| Mistrzostwo                                                                     | III miejsce                                                            | 0    |                                    |
| Puchar                                                                          | zdobywca                                                               | 0    |                                    |
| Puchar                                                                          | finalista                                                              | 0    |                                    |
| Puchar                                                                          | 1/64 finału                                                            | 1    | 1958                               |
| II liga                                                                         | I miejsce                                                              | 0    |                                    |
| II liga                                                                         | II miejsce                                                             | 0    |                                    |
| II liga                                                                         | III miejsce                                                            | 0    |                                    |
| II liga                                                                         | 9.miejsce                                                              | 1    | 1959 (gr.4), 1960 (1 gr.ukraińska) |
|                                                                                 | Zdobyte trofea w rozgrywkach Związku Radzieckiego (stan na: 1-01-1992) |      |                                    |

- Klass B / Wtoraja liga: (D3)
  - brązowy medalista (1x): 1981 (zona 5)

- Wtoraja nizszaja liga: (D4)
  - brązowy medalista (1x): 1990 (zona 1)

### Inne trofea
- Mistrzostwo Ukraińskiej SRR:
  - brązowy medalista (2x): 1981, 1990

- Puchar Ukraińskiej SRR:
  - finalista (2x): 1957, 1991

## Poszczególne sezony

### Rozgrywki krajowe
ZSRR
| \| \| Bilans występów klubu w rozgrywkach piłkarskich Związku Radzieckiego (Stan na 31 grudnia 1991 r.) \| | |        |       |   |   |   |    |    |     |                      |        |        |      |
| Poziom | Rozgrywki                                                                                                | Sezony | Mecze | Z | R | P | B+ | B– | Pkt | Lata                 | Awanse | Spadki | Naj. |
| I | Gruppa A / Pierwaja gruppa / Klass A / Wysszaja gruppa A / Wysszaja liga                                 | 0      |       |   |   |   |    |    |     |                      | 0      | 0      |      |
| II | Gruppa B / Wtoraja gruppa / Klass B / Klass A, wtoraja gruppa / Klass A, pierwaja gruppa / Pierwaja liga | 5      |       |   |   |   |    |    |     | 1958–1962            | 0      | 1      | 9    |
| III | Gruppa W / Trietja gruppa / Klass B / Klass A, wtoraja gruppa / Wtoraja liga                             | 26     |       |   |   |   |    |    |     | 1963–1969, 1971–1989 | 0      | 2      | 3    |
| IV | Gruppa G / Klass B / Wtoraja nizszaja liga                                                               | 3      |       |   |   |   |    |    |     | 1970, 1990–1991      | 1      | 0      | 3    |
| | Puchar ZSRR                                                                                              | 9      |       |   |   |   |    |    |     | 1958–1969            | 0      | 0      | 1/64 |
| | Bilans występów klubu w rozgrywkach piłkarskich Związku Radzieckiego (Stan na 31 grudnia 1991 r.)        |        |       |   |   |   |    |    |     |                      |        |        |      |

Ukraina
| \| Ukraina \| Bilans występów klubu w rozgrywkach piłkarskich Ukrainy (Stan na 31 maja 2023 r.) \| \| |                                                                                   |        |       |   |   |   |    |    |     |                                   |        |        |      |
| Poziom                                                                                                | Rozgrywki                                                                         | Sezony | Mecze | Z | R | P | B+ | B– | Pkt | Lata                              | Awanse | Spadki | Naj. |
| I | Wyszcza Liha / Premier-liha                                                       | 6      |       |   |   |   |    |    |     | 1992–1995, 2017/18, od 2021       | 0      | 2      | 6    |
| II | Persza liha                                                                       | 5      |       |   |   |   |    |    |     | 1992, 1995–1997, 2016/17, 2020/21 | 3      | 2      | 1    |
| III                                                                                                   | Druha liha                                                                        | 17     |       |   |   |   |    |    |     | 1997–2011, 2015/16, 2018–2020     | 2      | 1      | 1    |
| IV | Perehidna liha / Tretia liha / Amatorska liha                                     | 0      |       |   |   |   |    |    |     |                                   | 0      | 0      |      |
| | Puchar Ukrainy                                                                    | 21     |       |   |   |   |    |    |     | od 1992                           | 0      | 0      | 1/2  |
| | Superpuchar Ukrainy                                                               | 0      |       |   |   |   |    |    |     |                                   | 0      | 0      |      |
| Ukraina                                                                                               | Bilans występów klubu w rozgrywkach piłkarskich Ukrainy (Stan na 31 maja 2023 r.) |        |       |   |   |   |    |    |     |                                   |        |        |      |

## Piłkarze, trenerzy, prezydenci i właściciele klubu

### Piłkarze

#### Aktualny skład zespołu
Stan na 16.08.2023
| Nr | Poz. | Piłkarz                               |
| -- | ---- | ------------------------------------- |
| 1  | BR   | Wadym Juszczyszyn                     |
| 2  | OB   | Roman Hahun                           |
| 3  | OB   | Semen Wowczenko                       |
| 5  | OB   | Wasyl Kurko                           |
| 6  | OB   | Júlio César (wyp. z Borneo Samarinda) |
| 7  | PO   | Andrij Blizniczenko                   |
| 8  | PO   | Dmytro Hodia                          |
| 9  | NA   | Mychajło Szestakow                    |
| 10 | PO   | Dmytro Kloc                           |
| 11 | PO   | Witalij Dachnowski                    |
| 14 | NA   | Maksym Marusycz                       |
| 15 | PO   | Roman Kowaluk                         |
| 19 | OB   | Danyił Chondak                        |
| 20 | PO   | Iago Siqueira                         |
| 23 | PO   | Ołeksandr Kuczerenko                  |

| Nr | Poz. | Piłkarz                |
| -- | ---- | ---------------------- |
| 24 | PO   | Dmytro Szuch           |
| 25 | PO   | Stanisław Szaraj       |
| 29 | PO   | Wałerij Kuczerow       |
| 39 | OB   | Denys Bałan            |
| 42 | OB   | Ołeksandr Sawczuk      |
| 44 | BR   | Jewhen Past            |
| 47 | BR   | Bohdan Kohut (kapitan) |
| 71 | OB   | Wasyl Hakman           |
| 77 | PO   | Władysław Szaraj       |
| 78 | BR   | Arsenij Korkodym       |
| 88 | PO   | Andrij Kucharuk        |
| 89 | NA   | Mykoła Hajduczyk       |
| 91 | NA   | Denys Switiucha        |
| 95 | OB   | Jewhenij Szewczenko    |

#### Piłkarze na wypożyczeniu
| Nr | Poz. | Piłkarz                                    |
| -- | ---- | ------------------------------------------ |
|    | PO   | Maksym Wadowski (w FK Chust do 30.06.2024) |

## Trenerzy
- 1956:  Łeonid Mołczanowski
- 1957:  Kostiantyn Szczehocki
- 1958:  Mykoła Zaworotny
- 1959–1961:  Tyberij Popowicz
- 1962–196?:  Nestor Silwaj

...
- 1964–??.1965:  Anatolij Bohdanowycz
- ??.1965–1965:  Kostiantyn Szczehocki
- 1966–196?:  Wołodymyr Szmorhun

...
- 1971–??.1971:  Nestor Silwaj
- ??.1971–1972:  Jewhen Piestow
- 1973:  Nikołaj Michalow
- 1974–1976:  Wiktor Łukaszenko
- 01.1977–08.1977:  Petro Biły
- 08.1977–12.1979:  Walentin Tugarin
- 01.1980–12.1982:  Wiktor Matwijenko
- 01.1983–12.1984:  Wołodymyr Troszkin
- 01.1985–08.1985:  Wiktor Matwijenko
- 09.1985–12.1988:  Wołodymyr Poliszczuk
- 01.1989–06.1989:  Mykoła Wołkow
- 07.1989–06.1991:  Roman Pokora
- 06.1991–10.1992: / Wiktor Nosow
- 10.1992–11.1992:  Wasil Kuryłau
- 01.1993–05.1994:  Mychajło Duneć
- 05.1994–06.1994:  Wjaczesław Kobyłecki
- 07.1994–08.1994:  Mychajło Fomenko
- 08.1994–04.1995:  Wjaczesław Kobyłećki
- 04.1995–05.1995:  Orest Bal
- 05.1995–06.1995:  Iwan Krasnecki
- 07.1995–04.1996:  Vladimir Vusatîi
- 04.1996–06.1997:  Wjaczesław Kobyłećki
- 07.1997–04.1999:  Mykoła Jaciuk
- 05.1999–07.1999:  Serhij Silwaj
- 08.1999–09.1999:  Wjaczesław Kobyłećki
- 09.1999–10.2000:  Serhij Silwaj
- 10.2000–10.2003:  Hryhorij Szałamaj
- 11.2003–12.2003:  Serhij Silwaj (p.o.)
- 01.2004–06.2004:  Wasyl Sondej
- 07.2004–06.2005:  Pawło Iwanczow
- 07.2005–11.2005:  Roman Łaba
- 01.2006–03.2006:  Giorgi Szengelia
- 04.2006:  Serhij Staszko
- 04.2006–10.2006:  Mykoła Wołkow
- 10.2006–11.2006:  Serhij Silwaj (p.o.)
- 02.2007–08.2007:  Iwan Kowanda
- 08.2007–05.2008:  Witalij Szewczuk
- 06.2008–07.2009:  Mykoła Filin
- 08.2009:  Witalij Szewczuk (p.o.)
- 09.2009–10.2009:  Andrij Kowtun
- 10.2009–09.2010:  Witalij Szewczuk
- 09.2009–11.2010:  Mykoła Jaciuk
- 07.2015–11.11.2015:  Ołeh Łutkow
- 1.12.2015–10.04.2016:  Wiktor Bohatyr
- 11.04.2016–06.06.2017:  Wołodymyr Maziar
- 06.06.2017–29.12.2017:  Jurij Wirt
- 30.12.2017–25.04.2018:  Juryj Swirkou
- 26.04.2018–21.05.2018:  Andrij Demczenko (p.o.)
- 14.06.2018–07.08.2018:  Wołodymyr Homeniuk
- 07.08.2018–20.09.2018:  Ołeh Szandruk (p.o.)
- 20.09.2018–14.06.2019:  Ołeh Szandruk
- 14.06.2019–...:  Jurij Wirt

## Struktura klubu

### Stadion
Klub rozgrywa swoje mecze domowe na stadionie Awanhard, który może pomieścić 4.500 widzów i ma wymiary 105 x 68 metrów. W latach 2016–17 i na początku 2018 roku występował na stadionie Izotop w Waraszu. W sezonie 2017/18 domową areną była Arena Lwów, a od 2018 do lata 2021 stadion Kołos w Młynowie.

## Kibice i rywalizacja z innymi klubami

### Derby
- Wołyń Łuck
- Polissia Żytomierz
- Karpaty Lwów
- FK Lwów
- Ruch Lwów